# Nymyrtjärnen, Hälsingland
Nymyrtjärnen är en sjö i Ljusdals kommun i Hälsingland och ingår i Ljusnans huvudavrinningsområde.